# Nguyễn Thị Thu Phương
Nguyễn Thị Thu Phương (* 1991) ist eine ehemalige vietnamesische Leichtathletin, die sich auf den Hindernislauf spezialisiert hat.

## Sportliche Laufbahn
Erste internationale Erfahrungen sammelte Nguyễn Thị Thu Phương im Jahr 2010, als sie bei den Juniorenasienmeisterschaften in Hanoi in 12:01,11 min die Bronzemedaille gewann. Im Jahr darauf nahm sie an den Asienmeisterschaften in Kōbe teil und gewann dort auf Anhieb in 10:14,94 min die Bronzemedaille hinter der Japanerin Minori Hayakari und Sudha Singh aus Indien. Anschließend bestritt sie noch einen Wettkampf in Vietnam und beendete daraufhin ihre Karriere als Leichtathletin.